# Porta Nomentana

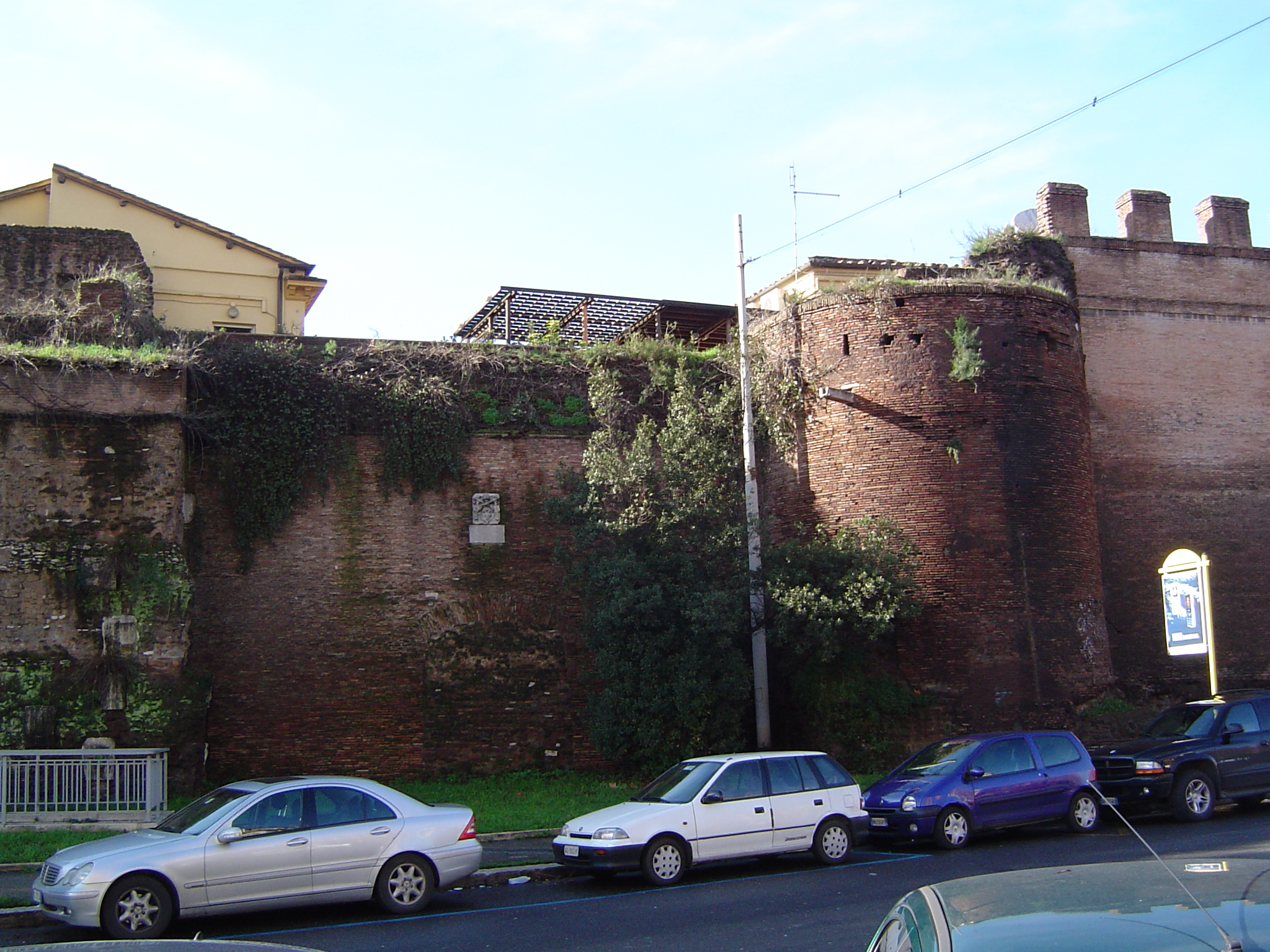
Reste der Porta Nomentana mit zugemauertem Durchgang

Die Porta Nomentana war ein Tor in der zwischen 271 und 275 n. Chr. erbauten Aurelianischen Mauer in Rom. Das Tor war in der Antike Ausgangspunkt der alten Via Nomentana, die nach einer Umstrukturierung des ganzen Gebietes und Verlegung der Straße seit dem Jahr 1564 ihren Ausgang von der 75 Meter entfernten und durch Michelangelo im Auftrag Pius VI. errichteten Porta Pia nimmt.
Die porta Nomentana vermittelt einen guten Eindruck von den ursprünglichen Toranlagen der Aurelianischen Mauer, da es als einziges Tor der Mauer keine größeren Umbauten oder Veränderungen in seiner Oberfläche erfahren hat. Erst mit dem Bau der Porta Pia wurde der Durchgang mit rohem Ziegelmauerwerk verschlossen. Der 2,90 Meter breite und 5,50 Meter hohe Torbau hatte nur einen Durchgang, der von zwei zweigeschossigen Türmen flankiert wurde. Die Oberfläche war mit feinem Ziegelmauerwerk verblendet. Über Türmen und Torkammer hatte die Anlage ein mit Mauerzinnen bewehrtes Flachdach. 
Wie bei vielen anderen Torbauten der Aurelianischen Mauer, etwa der Porta Salaria, wurden auch bei diesem Tor antike Gräber eingebaut, die teils oberflächlich zu erkennen sind. Im Jahr 1827 wurde daher der südliche Turm niedergelegt, um das darunter befindliche Grab des Quintus Haterius freilegen zu können, in dem man den Suffektkonsul des Jahres 5 v. Chr., den einflussreichen und häufig bei Sueton und Tacitus erwähnten Senator und Rhetor vermuten darf. Unter dem nördlichen Turm sind heute noch die Reste eines rechteckigen Ziegelgrabes erhalten.
Bis ins 13. Jahrhundert war für das Tor der antike Name in Gebrauch. Dann aber wandelte dieser sich zu Porta S. Agnese, da das Tor den Hauptweg zur Basilika Sant’Agnese fuori le mura eröffnete.